# Lijst van rijksmonumenten in Willemstad
De voormalige gemeente Willemstad in Noord-Brabant telt 67 inschrijvingen in het rijksmonumentenregister. Hieronder een overzicht.
| Object | Oorspronkelijke functie?  | Bouwjaar                           | Architect                                 | Locatie                      | Coördinaten?                  | Nr.?   | Afbeelding |
| --- | ------------------------- | ---------------------------------- | ----------------------------------------- | ---------------------------- | ----------------------------- | ------ | --- |
| Wachthuis bij de waterpoort | Militair wachtgebouw      | 18e eeuw                           |                                           | Benedenkade 4                | 51° 41' 42" NB, 4° 26' 25" OL | 38939  | Meer afbeeldingen |
| Arsenaal | Militaire opslagplaats    | 1793                               | Philip Willem Schonck                     | Benedenkade 6                | 51° 41' 42" NB, 4° 26' 24" OL | 38940  | Meer afbeeldingen |
| Klein huis onder zadeldak en met topgevel in gele baksteen met vlechtingen. | Woonhuis                  | 18e/19e eeuw                       |                                           | Benedenkade 5                | 51° 41' 38" NB, 4° 26' 28" OL | 38941  | Meer afbeeldingen |
| Twee aaneensluitende pakhuizen, elk onder een met pannen belegd wolfdak en elk met drie grote hijsvensters in een as, met luiken.                                                                | Opslag                    | 1806                               |                                           | Bovenkade 3                  | 51° 41' 38" NB, 4° 26' 27" OL | 38942  | Meer afbeeldingen |
| Huis onder zadeldak en met topgevel | Woonhuis                  |                                    |                                           | Benedenkade 9                | 51° 41' 38" NB, 4° 26' 27" OL | 38943  | Meer afbeeldingen |
| Ons Genoegen | Woonhuis                  |                                    |                                           | Benedenkade 11               | 51° 41' 38" NB, 4° 26' 27" OL | 38944  | Ons Genoegen |
| Pakhuis van gele baksteen met dwars zadeldak | Opslag                    | 1864                               |                                           | Bovenkade 2                  | 51° 41' 38" NB, 4° 26' 25" OL | 38945  | Meer afbeeldingen |
| Eenvoudig woonhuis in gele baksteen onder een gezamenlijk dwars met pannen belegd zadeldak met de nrs 6,8 en 10                                                                                  | Woonhuis                  | 18e eeuw (kozijnen)                |                                           | Bovenkade 4                  | 51° 41' 38" NB, 4° 26' 26" OL | 38946  | Meer afbeeldingen |
| Eenvoudig woonhuis in gele baksteen onder een gezamenlijk met de nrs 4,8 en 10 dwars, met pannen belegd zadeldak, vlakgemetselde ontlastende korfbogen boven de vensters                         | Woonhuis                  | 18e eeuw (kozijnen)                |                                           | Bovenkade 6                  | 51° 41' 38" NB, 4° 26' 26" OL | 38947  | Meer afbeeldingen |
| Eenvoudig woonhuis in gele baksteen onder een gezamenlijk met de nrs 4,6 en 10 dwars, met pannen belegd zadeldak                                                                                 | Woonhuis                  | 18e eeuw (kozijnen)                |                                           | Bovenkade 8                  | 51° 41' 38" NB, 4° 26' 27" OL | 38948  | Meer afbeeldingen |
| Eenvoudig woonhuis met gepleisterde gevel onder een gezamenlijk, met de nrs 4,6 en 8, dwars, met pannen belegd zadeldak                                                                          | Woonhuis                  | 18e eeuw (kozijnen)                |                                           | Bovenkade 10                 | 51° 41' 38" NB, 4° 26' 27" OL | 38949  | Meer afbeeldingen |
| d'Orangemolen | Industrie- en poldermolen | 1734                               |                                           | Bovenkade 11                 | 51° 41' 37" NB, 4° 26' 30" OL | 38950  | Meer afbeeldingen |
| Mauritshuis | Bestuursgebouw en onderdl | 1623                               |                                           | Hofstraat 1                  | 51° 41' 34" NB, 4° 26' 10" OL | 38951  | Meer afbeeldingen |
| Huis onder zadeldak en met topgevel met vlechtingen | Woonhuis                  | tweede helft 18e eeuw              |                                           | Kerkring 1                   | 51° 41' 31" NB, 4° 26' 20" OL | 38952  | Meer afbeeldingen |
| Huis onder schilddak en met gebosseerd gepleisterde lijstgevel | Woonhuis                  |                                    |                                           | Kerkring 3                   | 51° 41' 31" NB, 4° 26' 20" OL | 38953  | Meer afbeeldingen |
| Huis onder dwars zadeldak | Woonhuis                  | 18e of begin 19e eeuw              |                                           | Kerkring 13                  | 51° 41' 30" NB, 4° 26' 19" OL | 38954  | Meer afbeeldingen |
| Huis onder dwars zadeldak, zijtopgevel met vlechtingen | Woonhuis                  | 18e of begin 19e eeuw              |                                           | Kerkring 15                  | 51° 41' 30" NB, 4° 26' 19" OL | 38955  | Meer afbeeldingen |
| Koepelkerk | Kerk en kerkonderdeel     | 1597                               | Andries de Roy en Coenraad van Horenborch | Kerkring 19                  | 51° 41' 31" NB, 4° 26' 16" OL | 38956  | Meer afbeeldingen |
| Groot herenhuis van vijf traveeën | Woonhuis                  | 18e eeuw                           |                                           | Kerkring 25                  | 51° 41' 29" NB, 4° 26' 18" OL | 38957  | Meer afbeeldingen |
| Huis in gele baksteen onder dwars zadeldak | Woonhuis                  | begin 19e eeuw                     |                                           | Kerkring 27                  | 51° 41' 29" NB, 4° 26' 18" OL | 38958  | Meer afbeeldingen |
| Huis in gele baksteen onder dwars zadeldak | Woonhuis                  | begin 19e eeuw                     |                                           | Kerkring 27                  | 51° 41' 29" NB, 4° 26' 18" OL | 38959  | Meer afbeeldingen |
| Huis met tuitgevel waarin bakstenen geprofileerde tooglijsten op maskersteentjes, geprofileerde bakstenen waterlijsten en sierankers                                                             | Woonhuis                  | eind 16e of begin 17e eeuw         |                                           | Kerkring 37                  | 51° 41' 29" NB, 4° 26' 15" OL | 38960  | Meer afbeeldingen |
| Eenvoudig dwarspand onder zadeldak tegen zijtopgevels | Woonhuis                  |                                    |                                           | Kerkring 42                  | 51° 41' 30" NB, 4° 26' 13" OL | 38961  | Eenvoudig dwarspand onder zadeldak tegen zijtopgevels |
| Eenvoudig pandje in baksteen | Woonhuis                  |                                    |                                           | Kerkring 44                  | 51° 41' 30" NB, 4° 26' 14" OL | 38962  | Eenvoudig pandje in baksteen |
| Kruitmagazijn | Militaire opslagplaats    | 1811                               |                                           | Hofstraat 1                  | 51° 41' 26" NB, 4° 26' 10" OL | 38963  | Kruitmagazijn |
| Boerderij met afzonderlijke woning onder zadeldak tussen topgevels | Boerderij                 | begin 19e eeuw                     |                                           | Noordlangeweg 4              | 51° 40' 46" NB, 4° 27' 3" OL  | 38964  | Upload foto |
| Poortpalen bij de boerderij 'Leeuwenstee' | Erfscheiding              |                                    |                                           | Oostdijk 24                  | 51° 40' 43" NB, 4° 29' 30" OL | 38965  | Poortpalen bij de boerderij 'Leeuwenstee' |
| Boerderij met afzonderlijk woonhuis onder zadeldak tussen topgevels | Boerderij                 | eind 18e of begin 19e eeuw         |                                           | Oostdijk 18                  | 51° 40' 56" NB, 4° 28' 41" OL | 38966  | Boerderij met afzonderlijk woonhuis onder zadeldak tussen topgevels |
| Boerderij waarvan alleen de afzonderlijke woning van belang is, met zadeldak tussen zijtopgevels, in de gevel nog sporen van de oorspronkelijke vensters met korfbogen waarin natuursteenblokjes | Boerderij                 | 17e en 18e eeuw                    |                                           | Oostdijk 12                  | 51° 40' 58" NB, 4° 28' 34" OL | 38967  | Boerderij waarvan alleen de afzonderlijke woning van belang is, met zadeldak tussen zijtopgevels, in de gevel nog sporen van de oorspronkelijke vensters met korfbogen waarin natuursteenblokjes |
| Oude raadhuis | Bestuursgebouw en onderdl | 1587                               |                                           | Raadhuisstraat 2             | 51° 41' 39" NB, 4° 26' 24" OL | 38968  | Meer afbeeldingen |
| Pakhuis, aan drie zijden vrijgelegen | Opslag                    | 1854                               |                                           | Bovenkade 2                  | 51° 41' 38" NB, 4° 26' 25" OL | 38969  | Pakhuis, aan drie zijden vrijgelegen |
| Stadszicht | Boerderij                 | begin 19e eeuw                     |                                           | Steenpad 3                   | 51° 40' 41" NB, 4° 26' 11" OL | 38970  | Meer afbeeldingen |
| Groot herenhuis van vijf traveeën "De Vier Heemskinderen" | Woonhuis                  | begin 19e eeuw                     |                                           | Voorstraat 1                 | 51° 41' 38" NB, 4° 26' 25" OL | 38971  | Meer afbeeldingen |
| Huis onder schilddak en met empire gevel, waarin door pilasters en kroonlijst versierde ingang                                                                                                   | Woonhuis                  | begin 19e eeuw                     |                                           | Voorstraat 13                | 51° 41' 37" NB, 4° 26' 24" OL | 38972  | Meer afbeeldingen |
| Huis onder schilddak en met grijsgepleisterde lijstgevel, waarin segmentvormig overtoogde vensters met kuiven in stucwerk                                                                        | Woonhuis                  | 1636 (jaartal)                     |                                           | Voorstraat 25                | 51° 41' 36" NB, 4° 26' 23" OL | 38973  | Meer afbeeldingen |
| Huis onder schilddak en met lijstgevel in gele baksteen | Woonhuis                  | begin 19e eeuw                     |                                           | Voorstraat 31                | 51° 41' 35" NB, 4° 26' 22" OL | 38974  | Meer afbeeldingen |
| Huis onder een dwars zadeldak met het buurpand nr 37 | Woonhuis                  |                                    |                                           | Voorstraat 35                | 51° 41' 35" NB, 4° 26' 22" OL | 38975  | Meer afbeeldingen |
| Huis onder een dwars zadeldak met het buurpand nr 35 | Woonhuis                  |                                    |                                           | Voorstraat 37                | 51° 41' 35" NB, 4° 26' 22" OL | 38976  | Meer afbeeldingen |
| Huis onder schilddak en met gebosseerd gepleisterde lijstgevel waarin twee lelie-ankers | Woonhuis                  |                                    |                                           | Voorstraat 39                | 51° 41' 35" NB, 4° 26' 22" OL | 38977  | Meer afbeeldingen |
| Huis onder schilddak en met lijstgevel in gele baksteen | Woonhuis                  | begin 19e eeuw                     |                                           | Voorstraat 51                | 51° 41' 34" NB, 4° 26' 20" OL | 38978  | Meer afbeeldingen |
| Herenhuis van vier traveeën met dwars schilddak, dakkapellen met voluten, ingang met pilasters                                                                                                   | Woonhuis                  | derde kwart 19e eeuw               |                                           | Voorstraat 63                | 51° 41' 33" NB, 4° 26' 19" OL | 38979  | Meer afbeeldingen |
| "In den Blaauwen Molen" | Nijverheid                | 17e/18e eeuw                       |                                           | Voorstraat 65                | 51° 41' 32" NB, 4° 26' 19" OL | 38980  | Meer afbeeldingen |
| Huis onder schilddak en met gebosseerd gepleisterde lijstgevel | Woonhuis                  |                                    |                                           | Voorstraat 2                 | 51° 41' 38" NB, 4° 26' 23" OL | 38981  | Meer afbeeldingen |
| Huis onder schilddak en met gebosseerd gepleisterd lijstgevel | Woonhuis                  | begin 19e eeuw                     |                                           | Voorstraat 6                 | 51° 41' 38" NB, 4° 26' 23" OL | 38982  | Meer afbeeldingen |
| Huis onder schilddak en met lijstgevel in gele baksteen, 18e-eeuws | Woonhuis                  | 18e eeuw                           |                                           | Voorstraat 16                | 51° 41' 37" NB, 4° 26' 22" OL | 38983  | Meer afbeeldingen |
| Empire huis onder dwars schilddak en lijstgevel waarin ingang met pilasters | Woonhuis                  |                                    |                                           | Voorstraat 20                | 51° 41' 37" NB, 4° 26' 22" OL | 38984  | Meer afbeeldingen |
| Voormalige N.H. weeshuis | Sociale zorg, liefdadigh. | ca. 1775                           |                                           | Voorstraat 24                | 51° 41' 36" NB, 4° 26' 21" OL | 38985  | Meer afbeeldingen |
| Voormalige N.H. weeshuis | Sociale zorg, liefdadigh. | ca. 1775                           |                                           | Voorstraat 26                | 51° 41' 36" NB, 4° 26' 21" OL | 38986  | Meer afbeeldingen |
| Huis onder zadeldak en met klokgevel in gele baksteen, waarin zeven sierankers | Woonhuis                  | 18e eeuw                           |                                           | Voorstraat 28                | 51° 41' 36" NB, 4° 26' 21" OL | 38987  | Meer afbeeldingen |
| Twee stoeppalen | Straatmeubilair           | 17e eeuw                           |                                           | Voorstraat 38                | 51° 41' 35" NB, 4° 26' 20" OL | 38988  | Meer afbeeldingen |
| Huis in empire stijl | Woonhuis                  |                                    |                                           | Voorstraat 48                | 51° 41' 34" NB, 4° 26' 19" OL | 38989  | Meer afbeeldingen |
| Huis onder zadeldak en met tuitgevel in gele baksteen | Woonhuis                  | begin 19e eeuw                     |                                           | Voorstraat 50                | 51° 41' 34" NB, 4° 26' 18" OL | 38990  | Meer afbeeldingen |
| Huis onder schilddak | Woonhuis                  | 1899                               |                                           | Voorstraat 52                | 51° 41' 34" NB, 4° 26' 18" OL | 38991  | Meer afbeeldingen |
| Huis onder schilddak | Woonhuis                  | 1899                               |                                           | Voorstraat 54                | 51° 41' 34" NB, 4° 26' 18" OL | 38992  | Meer afbeeldingen |
| Omgrachting en aarde omwalling versterkt met zeven bastions | Omwalling                 | 1585-1586                          | Adriaan Anthonisz                         | Wallen                       | 51° 41' 28" NB, 4° 26' 35" OL | 38993  | Meer afbeeldingen |
| Vestingwerken | Fort, vesting en -onderdl | Abraham Andries Adriaan Anthonisz. |                                           | vestingwerken van Willemstad | 51° 41' 39" NB, 4° 26' 27" OL | 38994  | Meer afbeeldingen |
| Fort de Hel | Fort, vesting en -onderdl | 1747/1812                          |                                           | Helsedijk bij 81             | 51° 40' 49" NB, 4° 25' 30" OL | 38998  | Meer afbeeldingen |
| Moria: woonhuis | Woonhuis                  | 1907                               |                                           | Steenpad 6                   | 51° 40' 44" NB, 4° 26' 7" OL  | 521712 | Meer afbeeldingen |
| Moria: varkenshok | Boerderij                 | 1907                               |                                           | Steenpad 6                   | 51° 40' 44" NB, 4° 26' 7" OL  | 521713 | Meer afbeeldingen |
| Muraltmuren | Waterkering en -doorlaat  | 1929                               |                                           | Oostdijk (bij)               | 51° 41' 15" NB, 4° 27' 27" OL | 521726 | Upload foto |
| Monument | Gedenkteken               | 1918                               |                                           | Landpoortstraat (bij)        | 51° 41' 33" NB, 4° 26' 33" OL | 521727 | Monument |
| Woonhuis in eclectische stijl | Woonhuis                  | 1865                               |                                           | Stadsedijk 32                | 51° 39' 42" NB, 4° 26' 58" OL | 521728 | Upload foto |
| Verenigingsgebouw | Vergadering en vereniging | 1906                               |                                           | Kerkring 17                  | 51° 41' 29" NB, 4° 26' 19" OL | 521729 | Verenigingsgebouw |
| Affuitloods | Militaire opslagplaats    | 1867                               |                                           | Hofstraat 1                  | 51° 41' 34" NB, 4° 26' 9" OL  | 521730 | Affuitloods |
| Peilhuis | Waterweg, werf en haven   | 1871                               |                                           | Benedenkade 2                | 51° 41' 42" NB, 4° 26' 26" OL | 521731 | Meer afbeeldingen |
| Naar het raadhuis van Willemstad leidende Raadhuisstraat telt nog een aantal dijkwoningen | Woonhuis                  | 1900                               |                                           | Raadhuisstraat 18            | 51° 41' 40" NB, 4° 26' 22" OL | 521732 | Naar het raadhuis van Willemstad leidende Raadhuisstraat telt nog een aantal dijkwoningen |
| Moria: tuin | Tuin, park en plantsoen   | 1907                               |                                           | Steenpad 6                   | 51° 40' 44" NB, 4° 26' 7" OL  | 525994 | Meer afbeeldingen |